# Toltén
Toltén è un comune del Cile della provincia di Cautín nella Regione dell'Araucanía. Al censimento del 2002 possedeva una popolazione di 11.216 abitanti.

## Storia
L'attuale città (Nueva Toltén) ha sostituito la vecchia Toltén, posta alla foce dell'omonimo fiume, fondata nel 1866 e rasa al suolo dallo tsunami causato dal Terremoto di Valdivia del 1960. Era un villaggio di pescatori e avamposto per i contatti della città di Valdivia con i Mapuches sulla riva nord del fiume.

## Società

### Evoluzione demografica
| Censimento del 1992 | Censimento del 2002 |
| 12.061 ab.          | 11.216 ab.          |